# Gare de Gallargues
Gare de Gallargues – przystanek kolejowy w Gallargues-le-Montueux, w departamencie Gard,  regionie Oksytania, we Francji.
Jest przystankiem kolejowym Société nationale des chemins de fer français (SNCF), obsługiwanym przez pociągi TER Languedoc-Roussillon.